# بطولة أستراليا المفتوحة 1994 - الزوجي المختلط
في بطولة أستراليا المفتوحة 1994 - الزوجي المختلط فاز كل من لاريسا نيلاند وأندريه أولهوفسكي على هيلينا سيكوفا وتود وودبريدج في المباراة النهائية بنتيجة 7–5، 6–7 (0–7)، 6–2.

## التوزيع
1. هيلينا سيكوفا /  تود وودبريدج (النهائي)
2. جيجي فرنانديز /  سيريل سوك (ربع النهائي)
3. نتاشا زفريفا /  جاكو التينغ (الجولة الأولى)
4. ريناي ستابس /  مارك وودفورد (ربع النهائي)
5. كاثي رينالدي /  باتريك غالبريث (الجولة الثانية)
6. لاريسا نيلاند /  أندريه أولهوفسكي (البطولة)
7. ناتاليا ميدفيديفا (تنس) /  بول هارهويس (نصف النهائي)
8. أرانتشا سانتشيث فيكاريو /  إميليو سانشيز (نصف النهائي)

## المباريات

### مفتاح
- Q = متأهل Qualifier
- WC = وايلد كارد Wild Card
- LL = خاسر محظوظ Lucky Loser
- Alt = بديل Alternate
- SE = Special Exempt
- PR = تصنيف محمي Protected Ranking
- w/o = فوز سهل Walkover
- r = انسحاب Retired
- d = Defaulted
- SR = Special ranking
- ITF = ITF entry
- JE = Junior exempt

### النهائي
| النهائي |                                |   |    |   |
|         |                                |   |    |   |
|         |                                |   |    |   |
| 1       | هيلينا سيكوفا تود وودبريدج     | 5 | 7  | 2 |
| 6       | لاريسا نيلاند أندريه أولهوفسكي | 7 | 60 | 6 |